# Inmigración rusa en España
Según los datos definitivos del Padrón de habitantes, a 1 de enero de 2013 residían en España 61.513 habitantes de nacionalidad rusa, lo que supone el 1,1% del total de residentes extranjeros en España. Se trata de una población extranjera relativamente pequeña pero que está creciendo de manera importante durante los últimos años.
La mayor parte de la comunidad rusa en España reside en la costa mediterránea, principalmente en las comunidades autónomas de Cataluña y la Comunidad Valenciana.

## Historia
Antes de la disolución de la Unión Soviética, los ciudadanos rusos tenían vetada su salida al extranjero. No es hasta principios de los años 90 cuando empieza a ser importante el fenómeno de la emigración rusa a otros países del mundo, entre ellos España.

## Población rusa en España
Los 61.513 habitantes de nacionalidad rusa que a 1 de enero de 2013 residían en España, se distribuían mayoritariamente a lo largo de la costa mediterránea. Así, Barcelona es la ciudad que mayor número de rusos concentra (4.595), seguido de Torrevieja (4.248), Madrid (2.400), Lloret de Mar (1.980), Alicante (1.546) y Marbella (1.178).
También es destacable el número de ciudadanos rusos que han obtenido la nacionalidad española durante los últimos años. En 2013 fueron 1.184 los que obtuvieron la nacionalidad española. Los motivos fueron principalmente dos: por haber contraído matrimonio con un español y por haber estado residiendo en España durante más de 10 años.
En 2021, en España estaban empadronadas 82.788 personas de nacionalidad rusa.